# İbrahim Çiftçi
İbrahim Çiftçi (ur. 1 grudnia 1997) – turecki zapaśnik startujący w stylu wolnym. Olimpijczyk z Paryża 2024, gdzie zajął czternaste miejsce w kategorii do 97 kg. Piąty na mistrzostwach świata w 2023 roku. 
Brązowy medalista mistrzostw Europy w 2023 i 2024. Pierwszy na ME U-23 w 2019. Trzeci na MŚ juniorów w 2017 roku.